# Tunnel Eierberge
Der Tunnel Eierberge ist ein 3756 m langer Eisenbahntunnel der Neubaustrecke Ebensfeld–Erfurt zwischen den Streckenkilometern 87,365 und 91,121. Er liegt auf dem Gebiet der oberfränkischen Stadt Bad Staffelstein und ist die südlichste Röhre der 106 km langen Neubaustrecke.
Das Bauwerk ist der drittlängste Tunnel der Strecke und ihr längster in Bayern. Es gehört zum südlichsten Bauabschnitt der Neubaustrecke. Zusammen mit einem Bahndamm, der 219 m langen Mainbrücke Wiesen, einer 88 m langen Brücke über Flutmulden des Mains, der Eisenbahnüberführung Stadelbachbrücke, einer weiteren Eisenbahnüberführung und einer Straßenüberführung wurden mehr als 140 Millionen Euro investiert.

## Verlauf
Der Tunnel quert den Höhenrücken der Eierberge. Das Südportal liegt im Obermaintal bei Nedensdorf im sogenannten Gottesgarten auf einer Höhe von rund 250 m. Vor dem Südportal geht der Schotteroberbau in eine Feste Fahrbahn über. Das Nordportal befindet sich zwischen Stadel und Püchitz.
Die Notausgänge 1 bei Streckenkilometer 88,219 und 2 bei Streckenkilometer 89,219 haben Rettungsschächte, 18 m bzw. 30 m tief mit begehbaren Verbindungsstollen. Der Notausgang 3 bei Streckenkilometer 90,219 ist über einen befahrbaren, 380 m langen Rettungsstollen mit einem Rettungsplatz verbunden.

## Geschichte

### Planung
In der Streckenplanung war 1995 und 1996 bereits ein Bauwerk mit einer Länge von 3756 m vorgesehen.
Die Deutsche Bahn AG schrieb am 17. April 2009 europaweit die Errichtung des Tunnels und weiterer Bauwerke in diesem Bauabschnitt (Nr. 3110, Baukilometer 1,400 bis 9,090) aus. Der Auftrag wurde am 23. Oktober 2009 an eine Arbeitsgemeinschaft österreichischer Baufirmen vergeben. Das Auftragsvolumen betrug 160 Millionen Euro.
Für die Dauer des Bauprojekts war der Zeitraum vom 11. Januar 2010 bis zum 28. Juni 2013 geplant.

### Bau
Der Tunnel wurde in neuer österreichischer Tunnelbauweise errichtet. Am Einschnitt zum nördlichen Portal wurden nach den ersten Erdarbeiten Spuren einer 7000 Jahre alten Siedlung entdeckt. Bis zur Sicherung und Dokumentation der Funde durch das Bayerische Landesamt für Denkmalpflege wurden die Arbeiten unterbrochen.
Die Einrichtung der Baustelle begann im Frühjahr 2010.
Am 7. Juli 2010 erfolgte der feierliche Tunnelanschlag. Die Tunnelpatenschaft des längsten Tunnels im bayerischen Streckenabschnitt übernahm Susanne Ramsauer, die Gattin des damaligen Bundesverkehrsministers Peter Ramsauer.
Der Tunnel wurde von der Mitte über einen Zwischenangriffsstollen und vom Nordportal im bergmännischen Bagger- und Spreng-Verfahren mit Spritzbetonsicherung aufgefahren. Er durchörtert Schichten des Lias delta und epsilon.
Am 24. Mai 2011 erfolgte der Durchschlag der Kalotte zwischen dem 1076 m langen Vortrieb vom Nordportal und dem 1890 m langen Vortrieb vom Zwischenangriff in Richtung Norden. Mitte August 2011 war der Vortrieb mit dem 653 m langen Abschnitt vom Zwischenangriffsstollen Richtung Süden mit dem Durchschlag am Südportal abgeschlossen. Der Ausbruchsquerschnitt betrug zwischen 160 m² und 182 m².

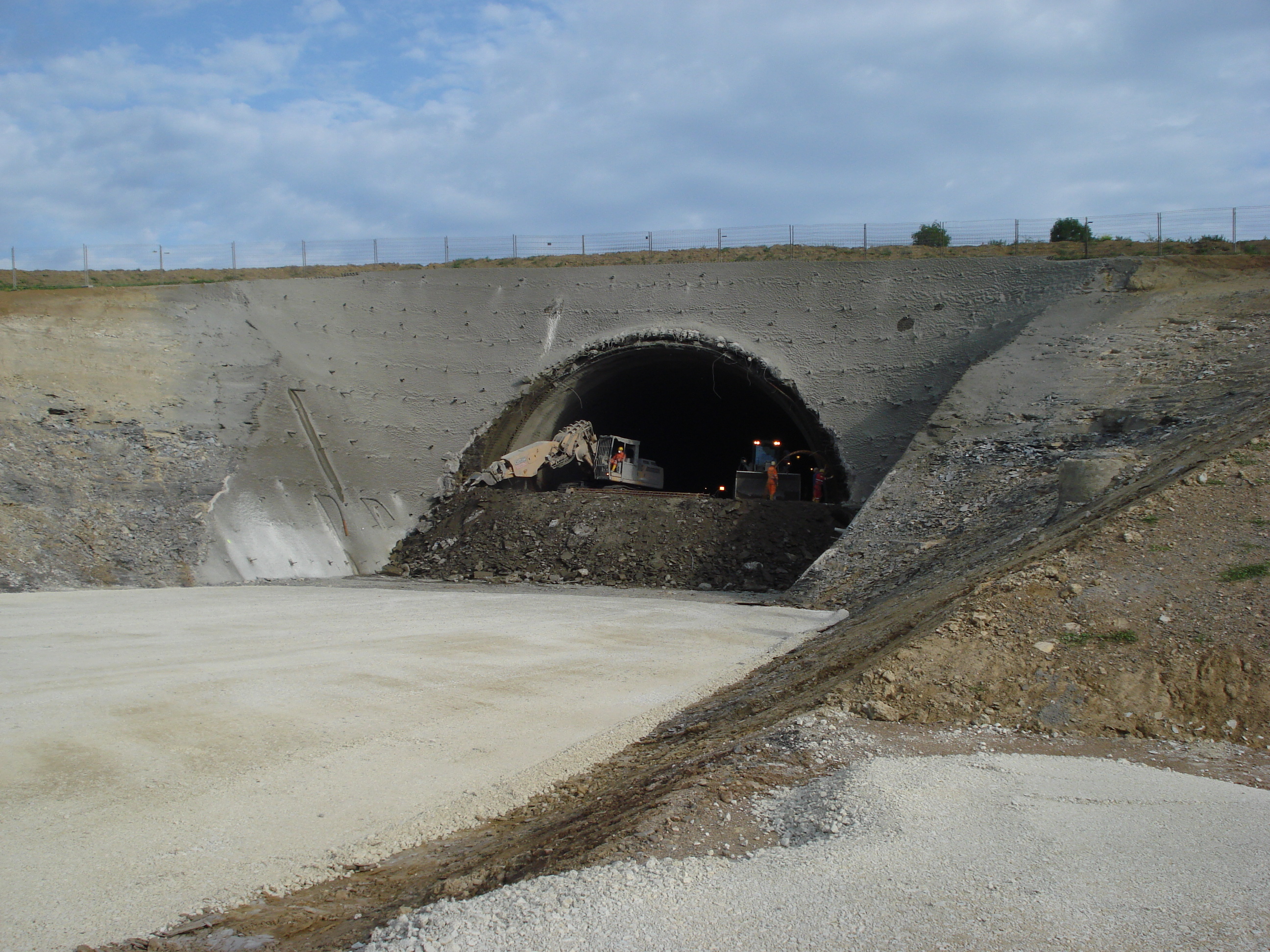
Südportal nach dem technischen Durchschlag

Am 29. August 2011 fand am Südportal die Durchschlagfeier statt, bei der die Tunnelpatin und Bahnchef Grube anwesend waren.
Insgesamt wurden 960.000 m³ Massen ausgebrochen und zur Geländemodellierung eingesetzt. Der im Zwischenangriff angefallene Ausbruch wurde auf der Deponie Eierberge (50° 6′ 38″ N, 10° 57′ 9″ O), nordwestlich vom Südportal, gelagert. Der nördliche Ausbruch wurde auf der Deponie Weinberg (50° 8′ 47″ N, 10° 57′ 5″ O), nordöstlich vom Nordportal, eingebaut.
Die Herstellung der inneren Tunnelschale erfolgte ausgehend vom Nordportal in Richtung Süden mittels Kunststoffdichtungsbahn in zweischaliger, druckdichter Bauweise.
Nach Fertigstellung der Innenschale war der Tunnel Ende September 2012 rohbaufertig. Die Deutsche Bahn feierte dies am 5. Oktober gemeinsam mit der Bevölkerung und ermöglichte die Besichtigung des Tunnelrohbaus. Bis Frühjahr 2013 sollten die Ausbauarbeiten, wie Sohlauffüllung, Randwegebau sowie das Verlegen der Trockenlöschwasserleitung und Kabelziehrohrtrassen in den Banketten durchgeführt werden.
Anfang Juni 2011 wurde am Südportal ein Informationspunkt zur Neubaustrecke eröffnet.
Umstritten ist, ob die Strecke im Umfeld der Tunnelportale eingezäunt werden sollte.

## Fotos

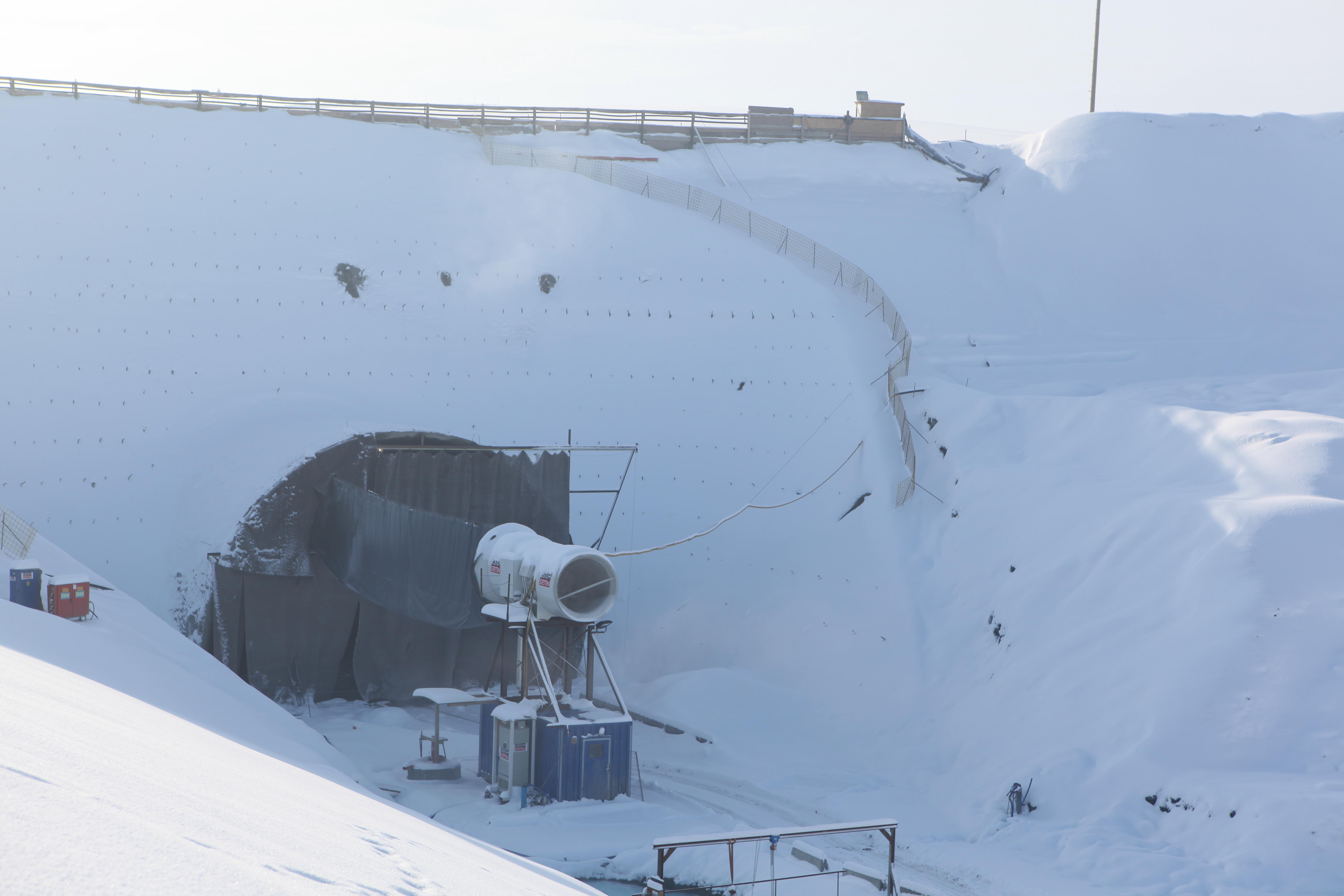
Nordportal Dezember 2010
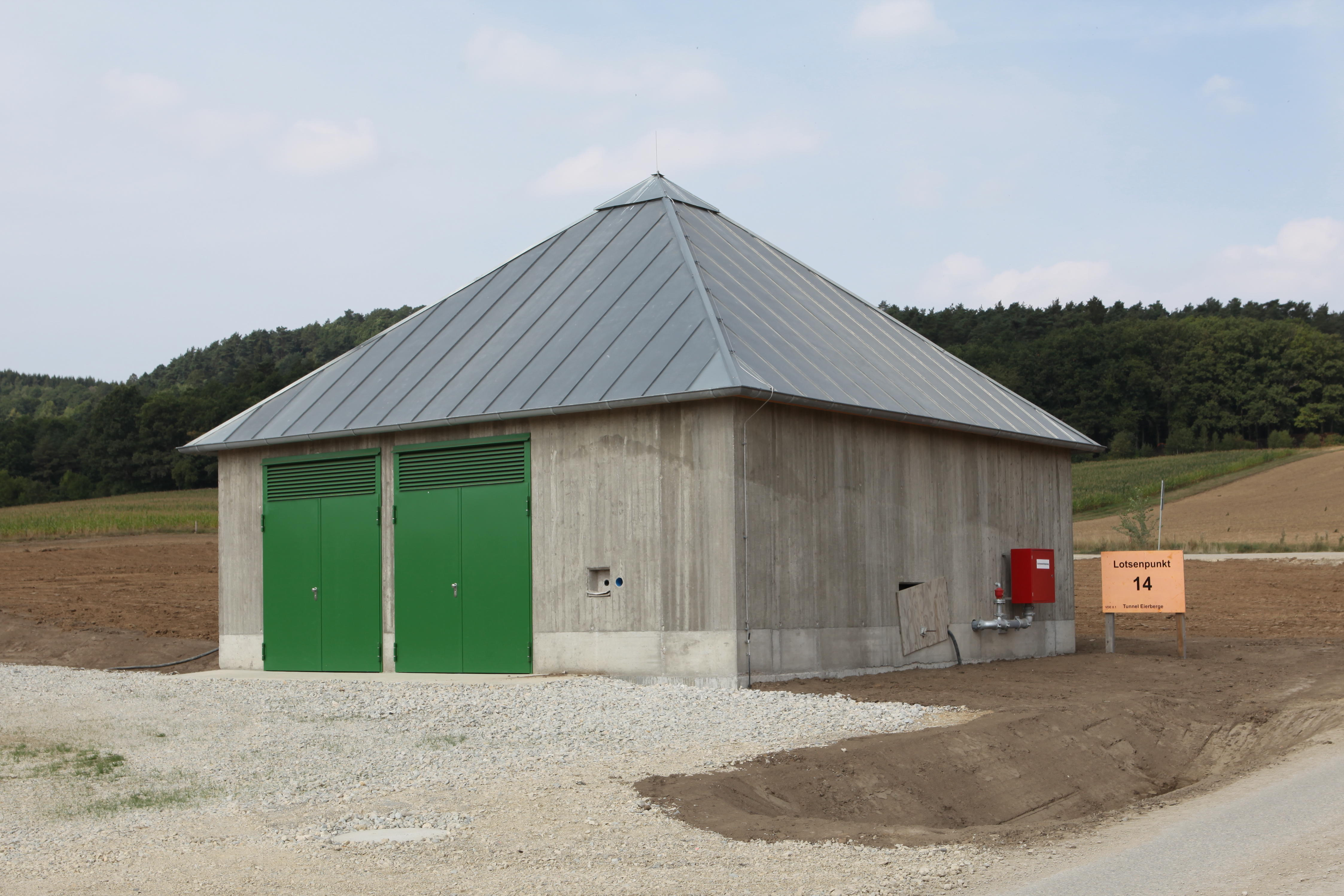
Notausgang 1, Rettungsschacht, August 2013
 50° 6′ 56″ N, 10° 57′ 10″ O
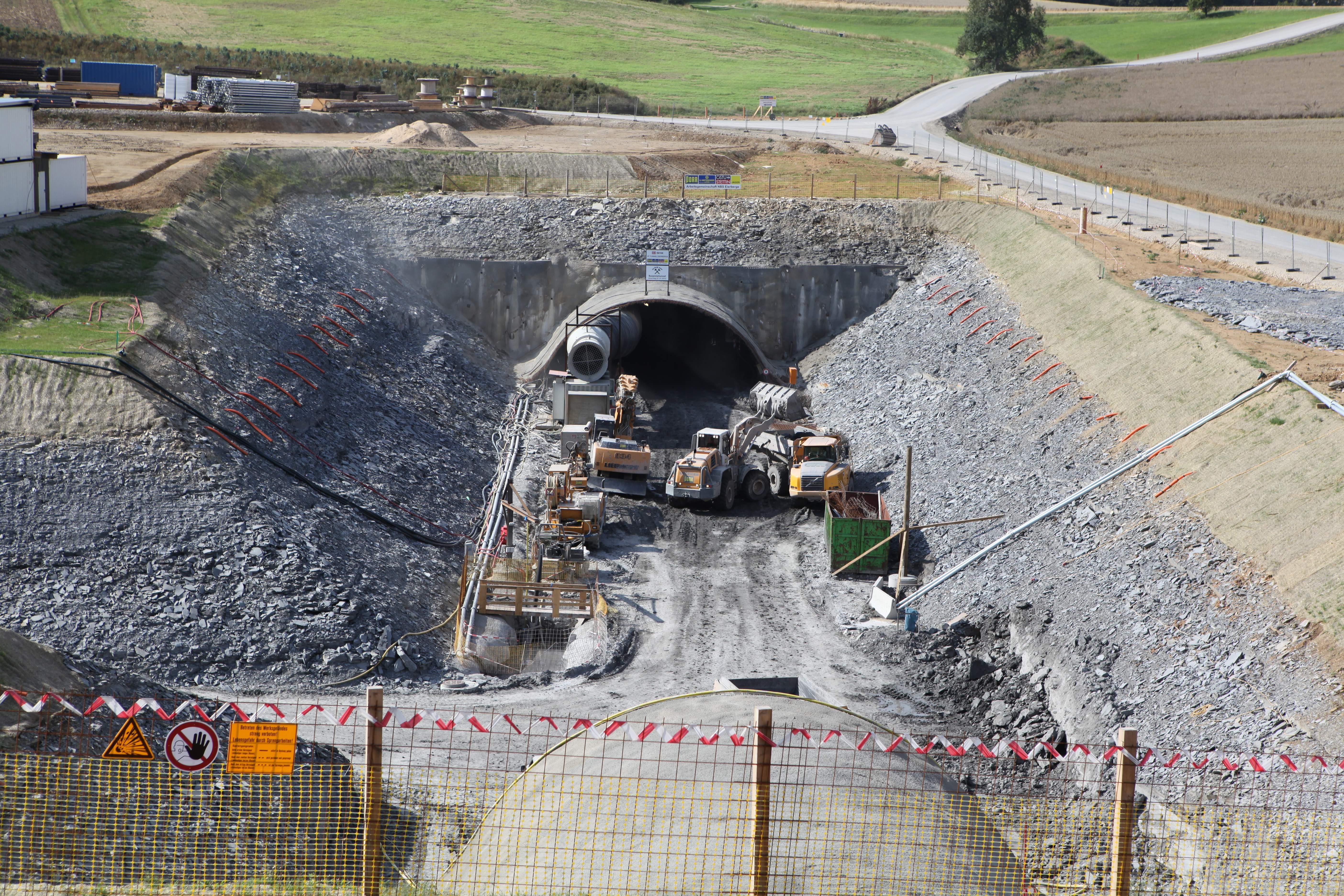
Zwischenangriffsstollen Richtung Norden, August 2010
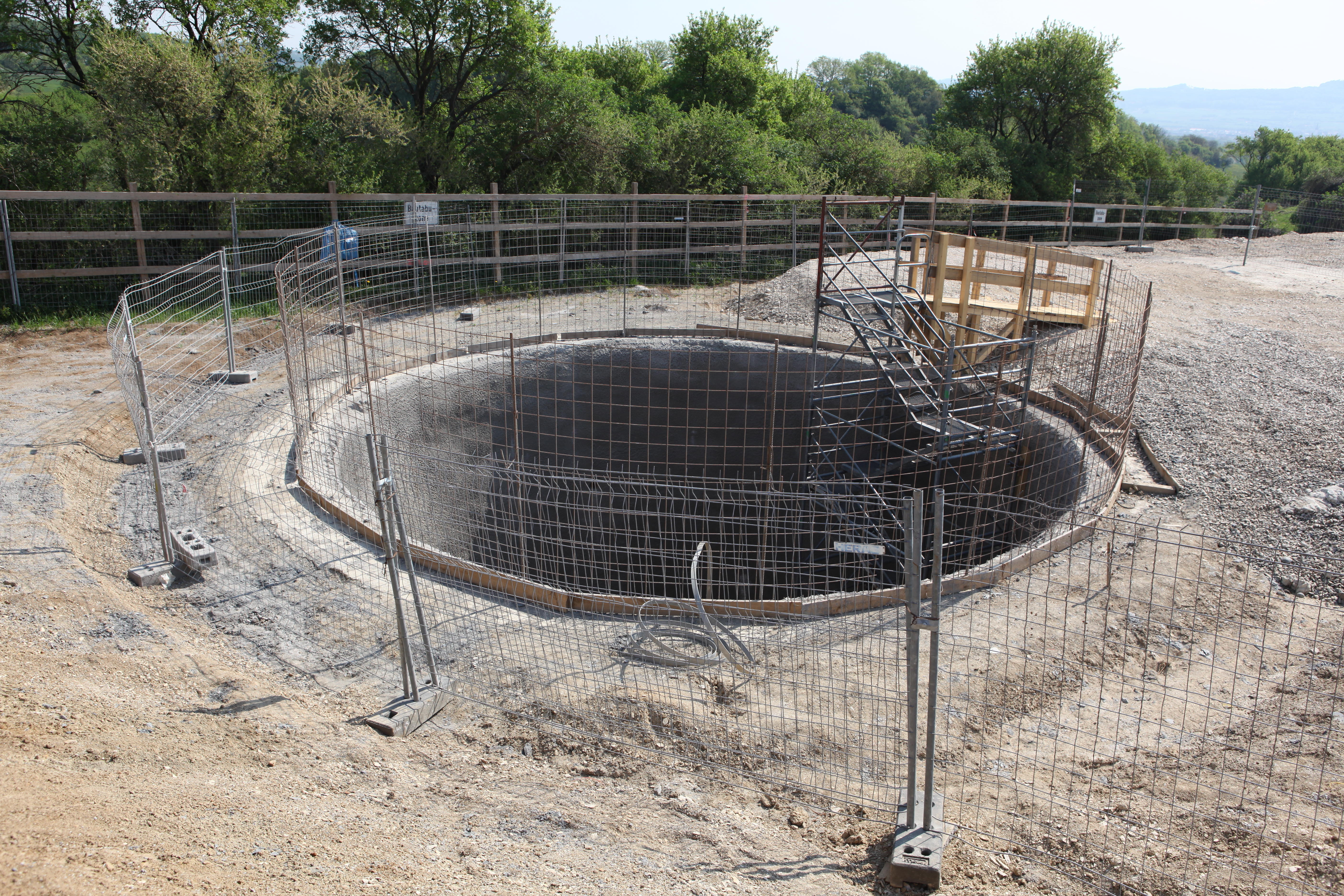
Notausgang 2, Rettungsschacht, April 2011 50° 7′ 22,8″ N, 10° 56′ 52,6″ O
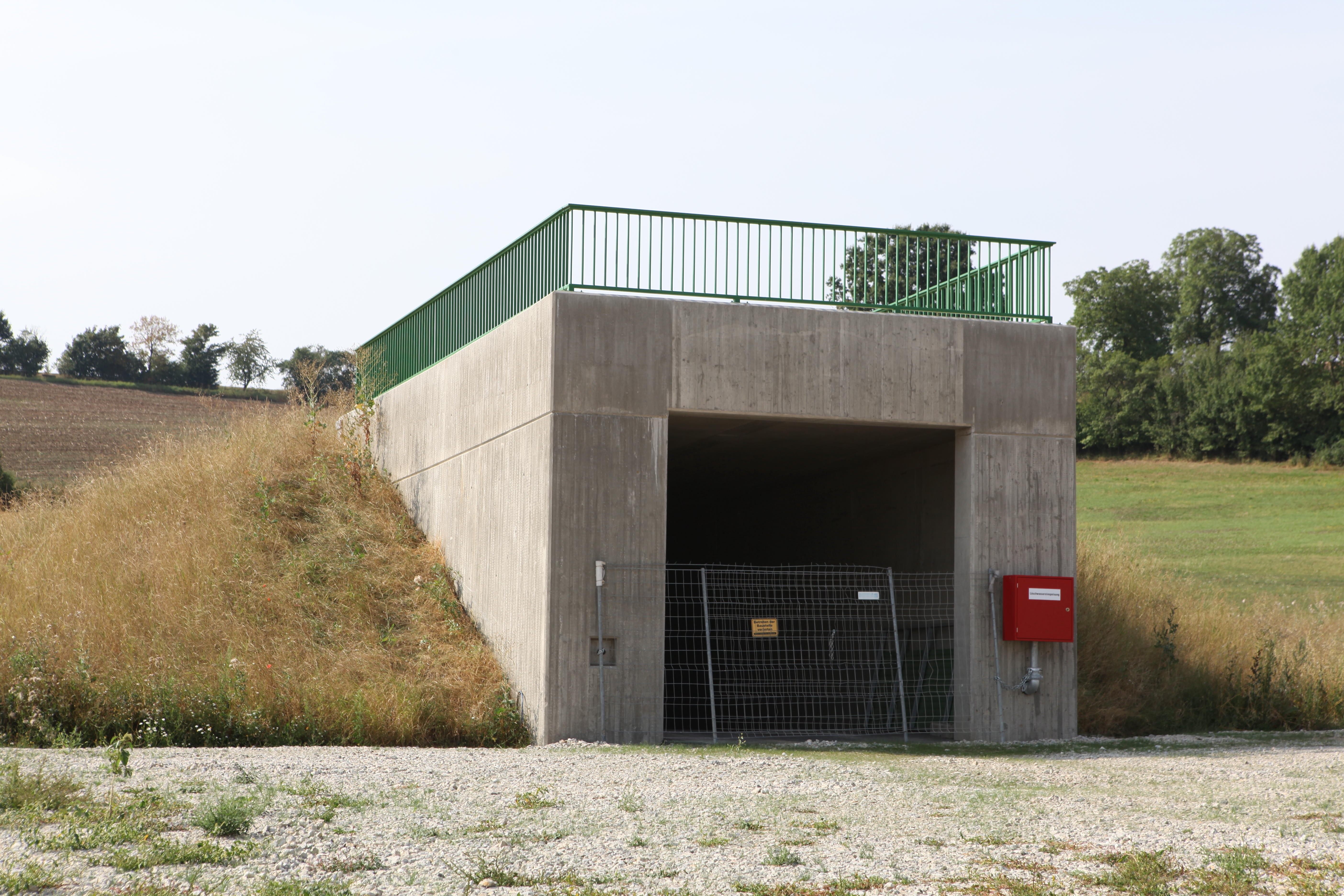
Notausgang 3, Rettungsstollen, August 2013
 50° 8′ 10,1″ N, 10° 56′ 36″ O
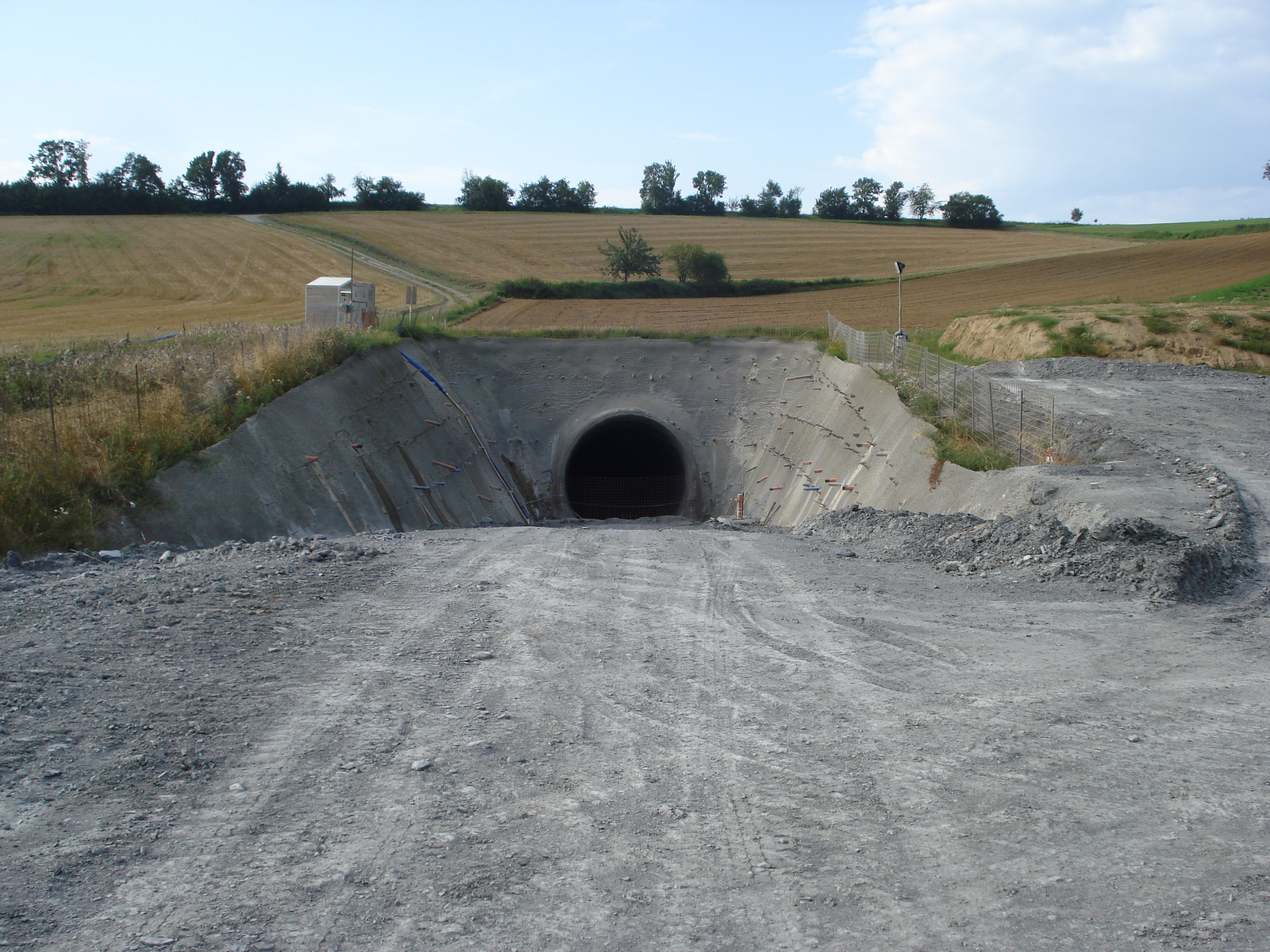
Notausgang 3, Rettungsstollen, August 2011